# Watsonia amabilis
Watsonia amabilis är en irisväxtart som beskrevs av Peter Goldblatt. Watsonia amabilis ingår i släktet Watsonia och familjen irisväxter. Inga underarter finns listade i Catalogue of Life.